# Список губернаторов Вашингтона
Губерна́тор Вашингто́на (англ. Governor of Washington) — глава исполнительной ветви власти штата Вашингтон и главнокомандующий вооружёнными силами штата. Он отвечает за исполнение законов штата, в его полномочия входит одобрение законопроектов, принятых законодательным собранием или наложение на них вето, а также наложение постатейного вето на законопроекты об ассигнованиях. Кроме того, губернатор имеет право «в исключительных случаях» созывать законодательное собрание.
Должность губернатора территории Вашингтон занимали 14 человек с момента её организации в 1853 году до образования штата Вашингтон в 1889 году. Территориальные губернаторы назначались президентом США. Элайша Ферри прослужил территориальным губернатором дольше всех — восемь лет, и стал первым губернатором штата. Уильям Уоллес был назначен территориальным губернатором, но не вступил в должность, поскольку был избран делегатом от территории в Конгресс. Джордж Эдвард Коул также был назначен территориальным губернатором и вступил в должность, но его назначение не было ратифицировано Сенатом, и он был замещён через четыре месяца.
Должность губернатора штата Вашингтон за всю историю занимал 21 человек. Артур Лэнгли и Дэниел Эванс — единственные губернаторы, прослужившие по три срока. Кандидат от Народной партии Джон Рэнкин Роджерс — единственный кандидат от третьей партии, когда-либо побеждавший на выборах губернатора штата.
Действующий губернатор — Джей Инсли, вступивший в должность 16 января 2013 года; период его полномочий истекает в январе 2017 года. Последним республиканцем, занимавшим должность, был Джон Спеллман, срок полномочий которого истек в 1985 году. Таким образом, штату Вашингтон принадлежит национальный рекорд по непрерывному пребыванию на посту губернатора представителей Демократической партии.

## Губернаторы

### Губернаторы территории Вашингтон
О периоде до образования территории Вашингтон см. список губернаторов территории Орегон.
Территория Вашингтон была образована 2 марта 1853 года из северной половины территории Орегон. В 1859 году, после принятия Орегона в состав США, земли современного штата Айдахо были переданы территории Вашингтон. В 1863 году была образована территория Айдахо путём отделения части земель территории Вашингтон, что обозначило последний вариант границ территории Вашингтон.
| №  | Портрет | Губернатор             | Вступил в должность     | Покинул должность | Назначивший президент | Прим.   |
| -- | ------- | ---------------------- | ----------------------- | ----------------- | --------------------- | ------- |
| 1  |         | Айзек Стивенс          | 26 ноября 1853          | 11 августа 1857   | Франклин Пирс         |         |
| 2  |         | Лафайетт Макмюллен     | 10 сентября 1857        | июль 1858         | Джеймс Бьюкенен       |         |
| 3  |         | Ричард Голсон          | 14 июля 1859            | 14 февраля 1861   | Джеймс Бьюкенен       | [ К 3 ] |
| 4  |         | Уильям Уоллес          | Назначен 9 апреля 1861  | —                 | Авраам Линкольн       | [ К 4 ] |
| 5  |         | Уильям Пикеринг        | июнь 1862               | 8 января 1867     | Авраам Линкольн       | [ К 5 ] |
| 6  |         | Джордж Коул            | 8 января 1867           | 4 марта 1867      | Эндрю Джонсон         | [ К 5 ] |
| 7  |         | Маршалл Мор            | 26 августа 1867         | 5 апреля 1869     | Эндрю Джонсон         |         |
| 8  |         | Элвэн Флэндерс         | 5 апреля 1869           | 4 марта 1870      | Улисс Грант           |         |
| 9  |         | Эдвард Сэломон         | Назначен 4 марта 1870   | апрель 1872       | Улисс Грант           |         |
| 10 |         | Элайша Пейр Ферри      | Назначен 26 апреля 1872 | ноябрь 1880       | Улисс Грант           | [ К 6 ] |
| 11 |         | Уильям Огастес Ньюэлл  | ноябрь 1880             | 2 июля 1884       | Ратерфорд Хейс        |         |
| 12 |         | Уотсон Карвоссо Сквайр | Назначен 2 июля 1884    | апрель 1887       | Алан Честер Артур     | [ К 6 ] |
| 13 |         | Юджин Семпл            | Назначен 9 апреля 1887  | 9 апреля 1889     | Стивен Кливленд       | [ К 6 ] |
| 14 |         | Майлз Конуэй Мор       | 9 апреля 1889           | 11 ноября 1889    | Бенджамин Гаррисон    |         |

### Губернаторы штата Вашингтон
Вашингтон был принят в состав США 11 ноября 1889 года. Срок полномочий губернатора — четыре года, начинается со второго понедельника января года, следующего за годом выборов. Если должность губернатора станет вакантной или губернатор неспособным исполнять свои обязанности, вице-губернатор вступит в должность губернатора. Если и губернатор, и вице-губернатор станут неспособными исполнять свои обязанности, то в должность губернатора вступит секретарь штата, следующими по порядку преемственности идут: казначей, аудитор, генеральный прокурор штата, министр образования штата, а затем — управляющий земельными ресурсами. Ограничения на число сроков нет. Вице-губернатор и губернатор избираются отдельно.
| №  | Портрет             | Портрет        | Губернатор          | Вступил в должность | Покинул должность | Вице-губернатор    | Вице-губернатор    | Сроков | С.            |
| -- | ------------------- | -------------- | ------------------- | ------------------- | ----------------- | ------------------ | ------------------ | ------ | ------------- |
| 1  |                     |                | Элайша Пейр Ферри   | 11 ноября 1889      | 9 января 1893     |                    | Чарльз Лафтон      | 1      | [ 37 ] [ 43 ] |
| 2  |                     |                | Джон Макгроу        | 9 января 1893       | 11 января 1897    |                    | Фрэнк Льюс         | 1      | [ 44 ]        |
| 3  |                     |                | Джон Рэнкин Роджерс | 11 января 1897      | 26 декабря 1901   |                    | Тёрстон Дэниелс    | 1+1⁄2  | [ 46 ]        |
| 3  |                     | Генри Макбрайд | Джон Рэнкин Роджерс | 11 января 1897      | 26 декабря 1901   |                    |                    | 1+1⁄2  | [ 46 ]        |
| 4  |                     |                | Генри Макбрайд      | 26 декабря 1901     | 9 января 1905     | Должность вакантна | Должность вакантна | 1⁄2    | [ 47 ]        |
| 5  |                     |                | Альберт Мид         | 9 января 1905       | 27 января 1909    |                    | Чарльз Кун         | 1      | [ 48 ]        |
| 6  |                     |                | Сэмьюэл Косгроув    | 27 января 1909      | 28 марта 1909     |                    | Мэрион Э. Хэй      | 1⁄2    | [ 49 ]        |
| 7  |                     |                | Мэрион Э. Хэй       | 28 марта 1909       | 11 января 1913    | Должность вакантна | Должность вакантна | 1⁄2    | [ 50 ]        |
| 8  |                     |                | Эрнест Листер       | 11 января 1913      | 13 февраля 1919   |                    | Луи Харт           | 1+1⁄2  | [ 51 ] [ 52 ] |
| 9  |                     |                | Луи Харт            | 13 февраля 1919     | 12 января 1925    | Должность вакантна | Должность вакантна | 1+1⁄2  | [ 51 ] [ 53 ] |
| 9  | Уильям Койл         |                | Луи Харт            | 13 февраля 1919     | 12 января 1925    |                    |                    | 1+1⁄2  | [ 51 ] [ 53 ] |
| 10 |                     |                | Ролэнд Хартли       | 12 января 1925      | 9 января 1933     |                    | Уильям Джонсон     | 2      | [ 53 ]        |
| 10 | Джон Артур Геллэтли |                | Ролэнд Хартли       | 12 января 1925      | 9 января 1933     |                    |                    | 2      | [ 53 ]        |
| 11 |                     |                | Кларенс Мартин      | 9 января 1933       | 13 января 1941    |                    | Виктор Майерс      | 2      | [ 54 ]        |
| 12 |                     |                | Артур Лэнгли        | 13 января 1941      | 8 января 1945     |                    | Виктор Майерс      | 1      | [ 55 ]        |
| 13 |                     |                | Монрэд Уоллгрен     | 8 января 1945       | 10 января 1949    |                    | Виктор Майерс      | 1      | [ 55 ]        |
| 14 |                     |                | Артур Лэнгли        | 12 января 1949      | 14 января 1957    |                    | Виктор Майерс      | 2      | [ 56 ]        |
| 14 | Эмметт Андерсон     |                | Артур Лэнгли        | 12 января 1949      | 14 января 1957    |                    |                    | 2      | [ 56 ]        |
| 15 |                     |                | Альберт Розеллини   | 14 января 1957      | 11 января 1965    |                    | Джон Черберг       | 2      | [ 57 ]        |
| 16 |                     |                | Дэниел Эванс        | 11 января 1965      | 12 января 1977    |                    | Джон Черберг       | 3      | [ 58 ]        |
| 17 |                     |                | Дикси Ли Рэй        | 12 января 1977      | 14 января 1981    |                    | Джон Черберг       | 1      | [ 59 ]        |
| 18 |                     |                | Джон Спеллман       | 14 января 1981      | 16 января 1985    |                    | Джон Черберг       | 1      | [ 60 ]        |
| 19 |                     |                | Бут Гарднер         | 16 января 1985      | 13 января 1993    |                    | Джон Черберг       | 2      | [ 61 ]        |
| 19 | Джоэль Притчард     |                | Бут Гарднер         | 16 января 1985      | 13 января 1993    |                    |                    | 2      | [ 61 ]        |
| 20 |                     |                | Майк Лоури          | 13 января 1993      | 15 января 1997    |                    | Джоэль Притчард    | 1      | [ 62 ]        |
| 21 |                     |                | Гэри Локк           | 15 января 1997      | 12 января 2005    |                    | Брэд Оуэн          | 2      | [ 63 ]        |
| 22 |                     |                | Кристин Грегуар     | 12 января 2005      | 16 января 2013    |                    | Брэд Оуэн          | 2      | [ 64 ]        |
| 23 |                     |                | Джей Инсли          | 16 января 2013      | Действующий       |                    | Брэд Оуэн          | 1      | [ 66 ]        |

## Другие должности губернаторов
Шесть губернаторов территории и четыре губернатора штата Вашингтон также занимали федеральные или конфедеративные должности или должности губернаторов других штатов. Трое представляли территорию Вашингтон в качестве делегатов Палаты представителей, один представлял в том же качестве территорию Айдахо, а также служил губернатором этой территории. Двое территориальных губернаторов представляли восточные штаты: один как представитель от Нью-Джерси и губернатор этого штата, а другой — Вирджинию (в Палате представителей и Конгресса и парламента КША). Ещё трое губернаторов представляли штат Вашингтон в Сенате, а двое — в Палате представителей. Один из губернаторов работал в Кабинете США. Двое территориальных губернаторов (отмечены знаком *) подали в отставку ради должности территориального делегата.
| Губернатор             | Срок      | Другие должности                                                                             | С.     |
| ---------------------- | --------- | -------------------------------------------------------------------------------------------- | ------ |
| Исаак Стивенс          | 1853—1857 | Делегат от территории Вашингтон*                                                             | [ 67 ] |
| Лафайетт Макмюллен     | 1857—1859 | Депутат Палаты представителей и конфедеративный представитель от Виргинии                    | [ 68 ] |
| Уильям Уоллес          | 1861—1861 | Делегат от территории Вашингтон*, делегат от территории Айдахо, губернатор территории Айдахо | [ 69 ] |
| Элвэн Флэндерс         | 1869—1870 | Делегат от территории Вашингтон                                                              | [ 70 ] |
| Уильям Огастес Ньюэлл  | 1880—1884 | Депутат Палаты представителей от Нью-Джерси, губернатор Нью-Джерси                           | [ 71 ] |
| Уотсон Карвоссо Сквайр | 1884—1887 | Сенатор от штата Вашингтон                                                                   | [ 72 ] |
| Монрэд Уоллгрен        | 1945—1949 | Сенатор и депутат Палаты представителей от штата Вашингтон                                   | [ 73 ] |
| Дэниел Эванс           | 1965—1977 | Сенатор от штата Вашингтон                                                                   | [ 74 ] |
| Майк Лоури             | 1993—1998 | Депутат Палаты представителей от штата Вашингтон                                             | [ 75 ] |
| Гэри Локк              | 1997—2005 | Министр торговли США, Посол США в КНР                                                        | [ 76 ] |
| Джей Инсли             | 2013—     | Депутат Палаты представителей от штата Вашингтон                                             | [ 77 ] |

### Комментарии
1. ↑  Т. е. даты принятия Конгрессом свода законов территории (англ. organic act), который обычно содержит нормы о создании и функционировании территориальных органов государственной власти[7].
2. ↑  В этой и следующей графах приведены даты фактического вступления губернаторов в должность после приезда со старого места жительства в штат (фактического ухода старого губернатора с должности после принятия присяги новым) при наличии соответствующих сведений в архивах местной прессы (см. графу «Примечания»); при отсутствии таковых приведены даты фактического назначения на должность (увольнения с должности).
3. ↑  В мае 1860 года получил отпуск на полгода.[18][19]
4. ↑  Был назначен губернатором, но не вступил в должность, так как был избран в Конгресс делегатом от территории Вашингтон.[21]
5. 1 2  В ноябре 1866 года президент США Эндрю Джонсон отправил губернатора Пикеринга в отставку. Новый губернатор Джордж Коул приехал в территорию 8 января 1867 г. Пикеринг отказался оставлять свой пост до тех пор, пока Сенат США не одобрит назначение Коула губернатором (в то время проходил процесс импичмента президента Джонсона). Однако законодательное собрание штата признало губернатором Коула, а Сенат США так и не ратифицировал назначение Коула губернатором.[24]
6. 1 2 3  На момент своего назначения проживал в территории Вашингтон; это, возможно, сократило временной промежуток между его назначением и вступлением в должность.[32]
7. ↑  Дробные сроки некоторых губернаторов не следует понимать буквально; скорее, они обозначают периоды полномочий, в течение которых служило несколько губернаторов из-за отставок, смертей и т. п.
8. ↑  Роджерса избрали на первый срок от Популистской партии, а на второй — от Демократической.[45]
9. 1 2  Умер в должности.
10. 1 2  Будучи вице-губернатором, заполнил остаток срока предшественника.
11. ↑  Во время своего второго срока Листер заболел, передал должность вице-губернатору, и несколько месяцев спустя умер.[51]
12. ↑  Будучи вице-губернатором, заполнил остаток срока Листера после того, как тот подал в отставку из-за болезни.[51]
13. ↑  Первый срок Инсли истекает[англ.] в январе 2017 года[65].